# Magistratura francese
La magistratura francese designa un organo costituzionale, depositario del potere giudiziario in Francia. Al suo seno, esiste una netta separazione tra la giurisdizione ordinaria e quella amministrativa (fr. ordre de juridiction judiciaire e ordre de juridiction administratif) che caratterizza il diritto nazionale sin dalla Rivoluzione francese.

## Organizzazione
La legge del 16-24 agosto 1790 consacra un principio di separazione tra l'autorità amministrativa e l'autorità giurisdizionale (fr. principe de séparation des autorités administratives et judiciaires), avente valore costituzionale. Siffatta legge proibisce al giudice ordinario "d'interrompere in qualsivoglia modo l'operato dell'autorità amministrativa, né di citarne i giudizio gli amministratori pubblici a ragione delle loro funzioni" (fr. de troubler de quelque manière que ce soit les opérations des corps administratifs, ni citer devant eux les administrateurs en raison de leurs fonctions).
Qualora, in una causa, sorga un dubbio sul riparto delle competenze, il Tribunale dei conflitti si pronuncia sul regolamento di giurisdizione tra ordini giurisdizionali.
Il Consiglio costituzionale è un organo costituzionale autonomo, non rientrando né nella giurisdizione ordinaria né in quella amministrativa.

## Giurisdizione ordinaria
La giurisdizione ordinaria ha competenza sulle controversie aventi natura civile e penale.

### Tribunali di primo grado
Nei tribunali di primo grado, occorre innanzitutto distinguere tra giurisdizione civile e penale (juridiction civile e juridiction repressive).

#### Giurisdizione civile

##### Tribunale d'istanza
Il tribunale d'istanza (tribunal d'instance) ha giurisdizione generale (con poche eccezioni a favore del Tribunale di grande istanza e di alcuni tribunali speciali) per tutte le cause legali con un valore in controversia fino a 10.000 euro. Inoltre, ha responsabilità speciali, ad esempio per la legge sull'affitto di alloggi.
Al tribunale d'istanza generalmente spetta un giudice unico, dinanzi al quale possono comparire le parti stesse. Tuttavia, la rappresentazione, sia contenzioso (représentation) e supplica (assistance), può essere possibile tramite avvocato, parenti stretti o il proprio partner.
Il numero degli ex 476 tribunali d'istanza è stato ridotto a 297 nel 2010.

##### Tribunale di grande istanza
Il tribunale di grande istanza è responsabile per tutti i casi che non sono assegnati a nessun altro tribunale, in particolare per tutti i procedimenti con un valore in controversia superiore a 10.000 euro.
Ogni tribunale di grande istanza ha diverse camere, che di solito è composto dal presidente e da altri due giudici come periti, ma secondo una legge del 10 luglio 1970, possono anche essere composti da unico giudice a determinate condizioni se le parti sono d'accordo. Le parti devono essere rappresentate da un avvocato (représentation), ma può valere se stessi (assistance). Le trattative sono generalmente pubbliche (en audience publique), ma ad esempio nei casi di divorzio, possono anche essere tenute a porte chiuse in camera (en chambre du conseil) si verificano; tuttavia, le sentenze annunciate pubblicamente.
In Francia ci sono attualmente 181 tribunali di grande istanza, ma secondo un decreto del 15 febbraio 2008 (décret n ° 2008-145), il loro numero dovrebbe essere ridotto da 23 a 158. Decidono su circa 600.000 casi all'anno.

##### Tribunali speciali
Oltre ai tribunali locali e ai tribunali di grande istanza, esistono numerosi tribunali speciali, tra cui:
i tribunali commerciali (tribunaux de commerce), dove i commercianti esclusivamente eletti giudicano e decidono su circa 200.000 casi all'anno.
i tribunali del lavoro (conseils de prud'hommes), che ogni anno decidono su circa 170.000 controversie di diritto del lavoro e, nell'ambito dei tribunali del lavoro, sono composti per metà da rappresentanti eletti dei datori di lavoro e per l'altra metà da rappresentanti dei lavoratori; in caso di una situazione di stallo, è un giudice del tribunale d'istanza a decidere. 
i tribunali per l'affitto di terreni (tribunaux paritaires des baux ruraux'), che decidono sui contratti di affitto di terreni (circa 3.500 casi all'anno) e hanno ciascuno due proprietari e inquilini e un giudice professionista. 
i tribunali minori o di vicinato (juridictions deximité), che esistono dal 2003, sono composti da giudici laici con esperienza giuridica (ad esempio ex funzionari di tribunale (magistrati) e decidono su casi minori con un valore di controversia fino a 4.000 euro.

#### Giurisdizione penale

##### Tribunale di polizia
Il tribunale di polizia (tribunal de police) è responsabile esclusivamente delle violazioni (contraventions) di quinto grado - illeciti amministrativi particolarmente gravi (ma non ancora costituenti reato) e delle singole violazioni di classe inferiore assegnatagli per decreto.

##### Tribunale correzionale
Il tribunale correzionale (tribunal correctionnel) è responsabile per i reati (délits) - violazioni legali che sono punite con la reclusione o con multe di almeno 3.750 euro.

##### Corte d'assise
La giuria (Cour d'assises) è in ultima analisi responsabile dei crimini - violazioni legali particolarmente gravi, che sono generalmente sanzionate con una pena detentiva. A differenza dei tribunali di polizia e dei tribunali correzionali, non è una stabile organizzazione, piuttosto i tribunali con giuria si riuniscono solo ogni tre mesi (di solito nella capitale del dipartimento). Non solo sono costituiti da tre giudici professionisti, ma anche da una giuria di nove membri, che viene scelta dalle liste elettorali della regione. Secondo l'articolo 359 del codice di procedura penale (Code de procédure pénal), ogni decisione contro l'imputato richiede una maggioranza di otto o quattro voti.

##### Tribunali speciali
Esistono anche diversi tribunali con giurisdizione speciale nella giurisdizione penale, ad esempio:
- i Tribunali minori (juridictions deximité') che sono stati creati solo nel 2003 e sono dotati di giudici laici senza formazione legale sono responsabili di tutte le violazioni dei primi quattro gradi e non sono autorizzati a imporre alcuna pena detentiva.[9]
- i Tribunali per i minorenni (juridictions pour mineurs), che includono il juge des enfants (responsabile delle violazioni e delitti di quinto grado), il tribunal pour enfants (violazioni e delitti di quinto grado e crimini commessi da autori di età inferiore ai 16 anni) e la cour d'assises des mineurs (crimini commessi da persone di età compresa tra 16 e 18 anni).[9]
- i Tribunali militari (juridictions militaires), che includono i tribunaux des force armées, che sono competenti solo in tempo di guerra, e varie composizioni (speciali) del tribunale correzionale e della corte d'assise.
- l'Alta corte di giustizia (Haute Cour de Justice), composta da parlamentari, dinanzi alla quale il Capo dello Stato può essere accusato di alto tradimento ai sensi dell'articolo 67 della Costituzione.[9]
- la Corte di giustizia della Repubblica (Cour de justice de la République), composto da parlamentari e alti magistrati, che decide sulle denunce contro i ministri che hanno commesso reati o crimini nel loro ufficio.[9]

### Organo di appello e cassazione
Presentando ricorso, è possibile avviare un procedimento dinanzi a una corte d'appello. Nella misura in cui ciò è consentito, la Corte d'appello viene solitamente prima appellata (appel), dove è possibile la cassazione (pourvoi en cassation) alla Corte di cassazione.

#### Corti d'appello
Secondo il "Principe du double degré de juridiction", è fondamentalmente possibile impugnare un caso deciso da un tribunale di primo grado a un tribunale superiore, la Corte d'appello (cour d'appel). I giudici decidono di nuovo su tutte le questioni di fatto e di diritto (cosiddetto effetto devolutivo). Fino alla loro decisione (o alla scadenza del periodo di ricorso), la sentenza di primo grado è - di regola - non esecutiva (cosiddetto effetto sospensivo).
Tuttavia, un ricorso è possibile solo se la decisione di primo grado non è stata presa "in prima e ultima istanza" (francese: en premier et dernier ressort), ma con l'approvazione del ricorso (à charge d’appel). Questo è il caso di tutte le cause civili con un valore controverso superiore a 4.000 euro. Fino all'anno 2000, nelle cause penali c'era regolarmente solo la possibilità di appello contro le sentenze del tribunale correzionale. Una legge del 15 giugno 2000 ora consente anche il ricorso contro le decisioni della giuria, che è decisa non dalla corte d'appello, ma da un'altra giuria (da un Senato di dodici membri). Inoltre, in base al diritto penale, un nuovo processo (pourvoi en révision) è possibile in via eccezionale dopo il termine per la presentazione del ricorso, che viene deciso dinanzi alla Corte di cassazione.
Ci sono 35 corti d'appello in Francia, la maggior parte delle quali è composta da diverse camere.

#### Corte di cassazione
Contro le sentenze di ricorso nonché contro le sentenze di primo grado dell'istanza di fatto può essere presentato ricorso in cassazione entro due mesi contro le sentenze di appello. Nel diritto penale questo ha un effetto sospensivo.
Poiché la Corte di cassazione (Cour de cassation) decide solo su questioni legali, il ricorso in cassazione può essere esercitato solo sulla base di motivi inerenti all'interpretazione del diritto. Qualora un ricorso in cassazione si basi su altri motivi, l'articolo L. 131-6, paragrafo 2 del codice dell'organizzazione giudiziaria (code de l'organisation judiciaire) lo dichiara inammissibile.
Se la Corte di cassazione segue la sentenza impugnata del tribunale inferiore, viene emessa una decisione di rigetto (arrêt de rejet) e il processo si conclude definitivamente. In caso contrario, invece, viene emessa un'ordinanza di cassazione (arrêt de cassation), che annulla la sentenza precedente; Poiché la Corte di cassazione non decide su questioni di fatto, ciò richiede solitamente una nuova sentenza da parte di una (diversa) Corte d'appello, alla quale la Corte di cassazione rinvia il caso. Tuttavia, la Corte di cassazione decide da sola senza ulteriore rinvio se la decisione non richiede una nuova sentenza nella controversia (art. 627, par. 1 del nouveau code de procédure civile (NCPC) e art. L. 411-3, par. 1 del COJ) o se la Corte di Cassazione decide sulla base delle questioni di fatto che sono già state chiarite (art. 627, paragrafo 2 del CNPC e art. L. 411-3, paragrafo 2 del COJ). Se la corte d'appello non segue la decisione successiva alla sentenza di cassazione (rebellion), è possibile un nuovo esame di cassazione. Se la decisione differisce per gli stessi motivi della cassazione di prima, essa sarà in poi decisa in seduta plenaria (Assemblée plénière), composta da rappresentanti di tutte e sei le camere della Corte di cassazione, per cui questa decisione plenaria è vincolante per le corti d'appello, a cui si fa riferimento in caso di nuova decisione di rigetto, ai sensi dell'articolo L. 431-4 del COJ.
Oltre al Plenum, che si riunisce anche su questioni di principio (questions de principe), la Corte di cassazione può decidere anche nella costellazione di un Gran Senato (Chambre mixte) in cui sono rappresentate almeno tre delle sei camere del tribunale. Il Gran Senato si riunisce se più camere sono interessate dalla decisione o se le opinioni delle singole camere su una questione legale divergono. In caso contrario, la camera competente per l'area giuridica interessata decide esclusivamente attraverso un senato di tre persone (formation restreinte) o un senato di cinque persone (formation ordinaire).

## Giurisdizione amministrativa
La giurisdizione amministrativa si compone dei tribunali amministrativi, i quali hanno una competenza esclusiva sulle controversie tra i soggetti di diritto (denominati justiciables in diritto francese) e la pubblica amministrazione, nonché alcune materie relativi ai diritti soggettivi come disciplinato dalla legge. La procedura amministrativa è essenzialmente regolata da un codice della giustizia amministrativa (fr. Code de Justice Administrative, 'CJA') del 4 maggio 2000.

### Tribunale amministrativo
I tribunali amministrativi (fr. tribunal administratif) costituiscono gli organi giurisdizionali di primo grado all'interno della giurisdizione amministrativa. Ci sono solo poche aree in cui i tribunali speciali hanno competenze, come la Corte dei conti (Cour des comptes), che esiste dal 1807 e che ha anche funzioni di controllo nei confronti del governo e del parlamento e decide "in prima e ultima istanza" (cioè senza possibilità di appello) o la Corte di disciplina finanziaria e di bilancio (Cour de discipline budgétaire et financière), che esiste da una legge del 25 settembre 1948 ed è composta da giudici della Corte dei conti e del Consiglio di Stato (Conseil d’État).
I tribunali amministrativi di solito sono composti da più camere, mentre il tribunale amministrativo di Parigi è diviso in sezioni. Oltre ai loro compiti nell'ambito della giurisdizione, svolgono anche compiti amministrativi e, in particolare, consultivi per il prefetto.

### Corte amministrativa d'appello
Le corti amministrative d'appello (fr. cours administratives d'appel) sono state istituite con legge n. 87-1127 del 31 dicembre 1987. Le corti amministrativa d'appello sono entrate in funzioni a partire 1º gennaio 1989.
Tali previsioni sono state codificate agli articoli L. 321-1 e ss. del codice di giustizia amministrativa.

### Consiglio di Stato
Il Consiglio di Stato francese (fr. Conseil d'Etat), istituito dalla Costituzione francese del 13 dicembre 1799, inizialmente aveva funzioni puramente consultive. Solo con la legge del 24 maggio 1872 ha acquisito competenze giurisdizionali. Ad oggi, cinque delle sue sei sezioni mantengono compiti consultivi e amministrativi.
La sesta sezione, detta sezione del contenzioso (fr. section du contentieux), funge da tribunale dotato di compiti puramente giurisdizionali. Tale sezione è suddivisa in dieci sottosezioni, ognuna delle quali possiede una competenza specifica sulle controversie tra i soggetti di diritto e l'amministrazione pubblica, come ad esempio in materia di elezioni locali. La procedura amministrativa francese ammette il ricorso contro gli atti dell'amministrazione pubblica nelle sole ipotesi previste dalla legge, cioè a dire i vizi di forma (fr. vices de forme), l'errore di competenza (fr. vices d'incompétence), nonché la violazione della legge (fr. violations de la loi).
Analogamente alla Corte di cassazione francese, il Consiglio di Stato individua e pronuncia i principi di diritto applicabili alla controversia della quale è adito, senza esprimersi sulle questioni in fatto. In caso di accoglimento del ricorso, l'applicazione di tali principi al caso di specie è demandata ad una corte di grado inferiore. Cionondimeno, in base all'articolo L. 821-2 del Codice di giustizia amministrativa (fr. Code de justice administrative), il Consiglio di Stato può avocare la risoluzione di un litigio pronunciandosi definitivamente tanto in diritto quanto in fatto, se ciò si conforma all'interesse delle parti ed al buon andamento della giustizia.

## Giurisdizione costituzionale

### Consiglio costituzionale
Il Consiglio costituzionale (fr. Conseil constitutionnel) è istituito dagli articoli 56 a 63 della Costituzione francese. Esso ha sede presso il Palazzo Reale a Parigi.
Tale corte detiene una competenza esclusiva per giudicare della regolarità delle elezioni parlamentari e presidenziali, nonché dei referendum, ed è il solo organo giurisdizionale francese in grado di esercitare il controllo di legittimità costituzionale.
In Francia, il Consiglio costituzionale può pronunciarsi sulla costituzionalità della legge ovvero degli atti avente forza di legge prima della promulgazione da parte del capo dello Stato qualora, ai sensi dell'Articolo 61 della Costituzione, lo richieda il presidente della Repubblica francese, il primo ministro, il presidente di una delle due camere del Parlamento ovvero sessanta deputati o senatori. In applicazione degli Articoli 46 e 61 della Costituzione francese, le cosiddette leggi organiche (fr. lois organiques) sono sistematicamente sottoposte al vaglio preventivo del Consiglio costituzionale, in quanto tali atti definiscono l'organizzazione ed il funzionamento del potere pubblico. Con una riforma costituzionale nel 2008, l'ordinamento giuridico francese si è dotato anche di un controllo ex post di legittimità costituzionale, sulla scorta del modello italiano. Un Articolo 61-1 è stato aggiunto alla Costituzione, al fine di disciplinare la cosiddetta "questione prioritaria di costituzionalità" (fr. question prioritaire de constitutionnalité, abbreviata come 'QPC'). Tale strumento, in vigore sin dal 1º marzo 2010, consente alle parti ad un procedimento giurisdizionale d'eccepire l'incostituzionalità di una legge dinanzi al giudice a quo, il quale, sulla base di un esame sommario, ha la facoltà di sottoporla al Consiglio costituzionale per il tramite della Corte di cassazione o del Consiglio di Stato francesi.
Il Consiglio costituzionale si compone di nove giudici costituzionali, metà dei quali sono nominati dal presidente della Repubblica francese e per altra metà congiuntamente dai presidenti dell'Assemblea nazionale e del Senato. Alla termine del mandato di capo dello Stato, i presidenti della Repubblica francese diventano membri a vita di tale corte costituzionale.

### Generale
- Institutions juridictionnelles, Jean-Pierre Scarano, Ellipses, 2005, ISBN 2729823603
- Institutions judiciaires, Roger Perrot, Montchrestien, 11e édition, ISBN 2707613541
- Institutions judiciaires: Édition 2005, de Jean Vincent, Serge Guinchard, Gabriel Montagnier, André Varinard, Précis-Dalloz, ISBN 2247062598

### Testimonianze
- Erick Maurel, Paroles de procureur (éd. Gallimard, 2008 - PARIS - ISBN 978-2-07-011977-6 )

| Controllo di autorità | NDL (EN, JA) 00594085 |